# Башня-колокольня Иоанна Златоуста
Башня-колокольня Иоанна Златоуста — памятник архитектуры в городе Златоусте Челябинской области.

## История
Башня-колокольня возведена в 2006 году на Красной горке в Златоусте. Была построена златоустовским заводом Стройтехника на собственные средства и пожертвования горожан в рекордно короткие сроки с 12 мая по 11 ноября. Её открытие было приурочено к 1600-летию прославления св. Иоанна Златоуста — покровителя города.Так же в башне имеется часовня. Со смотровой площадки открывается прекрасный вид на город, Таганайский национальный парк и Южно-уральский горный хребет. Общая высота башни — 53,4 метра.

## Колокол
Колокол для башни-колокольни был отлит в городе Каменск-Уральский (Свердловская область). Вес колокола — 1300 кг, диаметр — 1,2 метра. Первый удар колокола прозвучал 7 ноября 2006 года.

## Территория
Поблизости с башней-колокольней располагается горный парк им. П. П. Бажова, открытый в 2015 году. Он является одной из главных достопримечательностей Южного Урала. На его территории располагаются сувенирные лавки, мастерские и музеи.